# سه پنج روزه
ترانه «بوی گل» که با نام «سه پنج روزه» شناخته می شود، از آثار علیرضا افتخاری با آهنگسازی محمد موسوی می باشد. که با سه تار جلال ذوالفنون همراه می باشد و در قالب یک آلبوم در سال ۱۳۶۸ انتشار پیدا کرد.

## پخش
از نظر روزنامه جام جم از این اثر از ماندگارترین ترانه های بعد از انقلاب می باشد. این آهنگ به مدت ۱۵ سال مداوم در سالروز مرگ روح‌الله خمینی رهبر ایران از صدا و سیما پخش می شد.

## شعر
سه پنج روزه که بوی گل نیومد؛ یار…
صدای چهچهِ بلبل نیومد
روید از باغبانِ گل بپرسید؛ یار…
چرا بلبل به سیلِ گل نیومد؟
روید از باغبانِ گل بپرسید؛ یار…
چرا بلبل به سیلِ گل نیومد؟
گلی که خود بِدادم پیچ و تابش
به اشکِ دیدگانم دادم آبش
به درگاه الهی کی روا بی
گل از موُ دیگری گیرد گلابش؟
ز گلبن چید گلچینی گلی را؛ یار…
شنید از پی، صدای بلبلی را
تو خوشبختی… گلی چیدی و رفتی، یار
ندانستی که آزردی دلی را…
بی ته گلشن؛ چون زندونه به چشمام… یار…
گلستون؛ آذرستونه به چشمام! یار….
بی ته آرام و عمر و زندگونیم یار
همه خوابه پریشونه به چشمام…
بی ته آرام و عمر و زندگونیم یار
همه خوابه پریشونه به چشمام…
غمِ عشقت، بیابون پرورم کرد… یار…
هوای بخت؛ بی بال و پرم کرد
به موُ گفتی؛ صبوری کن صبوری، یار…
صبوری؛ طرفه خاکی بر سرم کرد